# 사이안아마이드
사이안아마이드(Cyanamide) 또는 시안아미드는 화학식 CH2N2를 갖는 유기 화합물이다. 이 백색 고체는 농업, 약품 생산, 기타 유기화합물에 널리 사용된다. 알콜 제지 약물로서도 사용된다. 분자는 아민기에 부착되는 나이트릴기를 특징으로 한다. 이 화합물의 파생물 중 가장 흔한 것은 사이안아마이드화 칼슘이다.

## 안전
사이안아마이드는 인간에게 미치는 약한 정도의 독성이 있다. 수소사이안아마이드 스프레이의 노출 등으로 인해 호흡 곤란, 접촉 피부염, 두통, 소화기 질환, 구토, 설사를 유발할 수 있다는 보고가 있다.